# Клен французький
Клен французький, клен монпелійський (Acer monspessulanum) — вид квіткових рослин із роду клен (Acer).

## Морфологічна характеристика
Це кущ або невелике дерево до 10 метрів заввишки. Молоді гілки голі, запушені чи ворсинчасті. Листова пластинка 1.1–6 × 1–7.8 см, 3-лопатева, округла чи субсерцеподібна біля основи, частки від трикутної до яйцювато-довгастої форми, цілокраї чи ± зубчасті, нижня поверхня гола чи запушена, листова ніжка гола чи запушена, 5–10 см. Щитки 6–8-квіткові, квітки зеленувато-жовті. Тичинки майже вдвічі перевищують пелюстки. Крилатки 2–2.5 см завдовжки. Стулки плоду від майже паралельних до роздвоєних. Горшки не стиснуті, округлі. Період цвітіння: квітень і травень.

## Поширення й екологія
Вид зростає у Європі, північно-західній Африці й західній Азії (Албанія, Андорра, Вірменія, Азербайджан, Боснія і Герцеговина, Болгарія, Хорватія, Франція (у т. ч. Корсика), Грузія, Німеччина, Греція, Іран, Ірак, Ізраїль, Італія (у т. ч. Сардинія), Ліван, Чорногорія, Марокко, Північна Македонія, Палестина, Португалія , Румунія, Сербія, Словенія, Іспанія, Швейцарія, Туніс, Туреччина, Україна). Вид зростає на висотах від 300 до 2000 метрів. Цей вид росте в ксерофітних лісових угрупованнях, на південних схилах і в змішаних лісах, рідко утворює чисті деревостани. Росте на вапнякових або гумусно-карбонатних ґрунтах. Пристосований до помірного клімату; стійкий до високих і дуже низьких температур.
В Україні вид вважається не рідним; росте у садах та парках — у Лісостепу та Степу, спорадично.

## Використання
Acer monspessulanum використовується для деревини. Деревина має високу якість і використовується, наприклад, для виготовлення бобін для мереживництва. Вид також широко культивується як декоративний. Він також історично використовувався як корм для худоби.

## Галерея

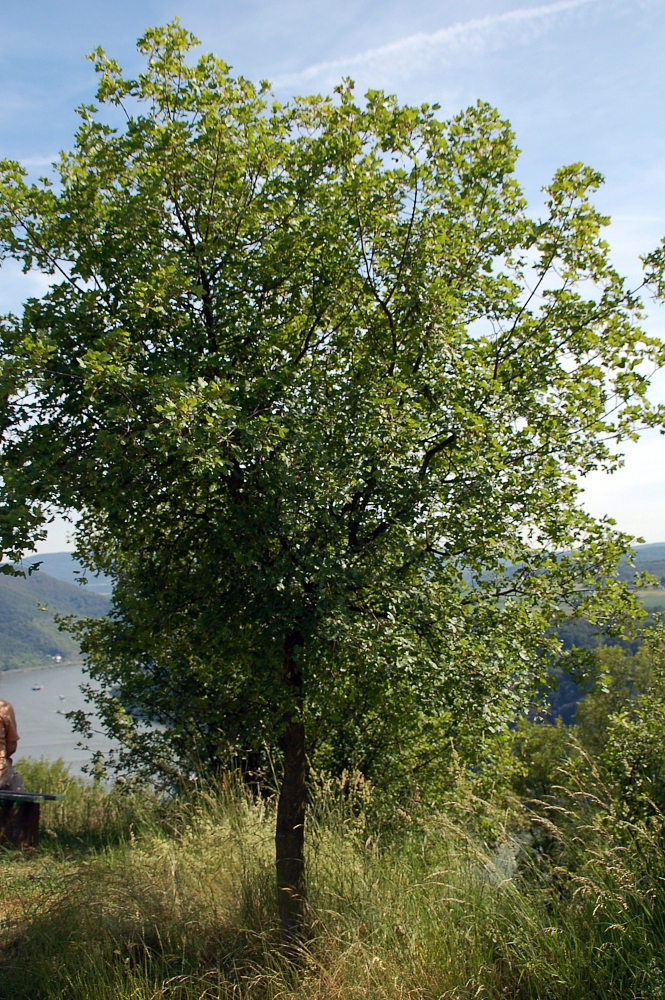
Дерево
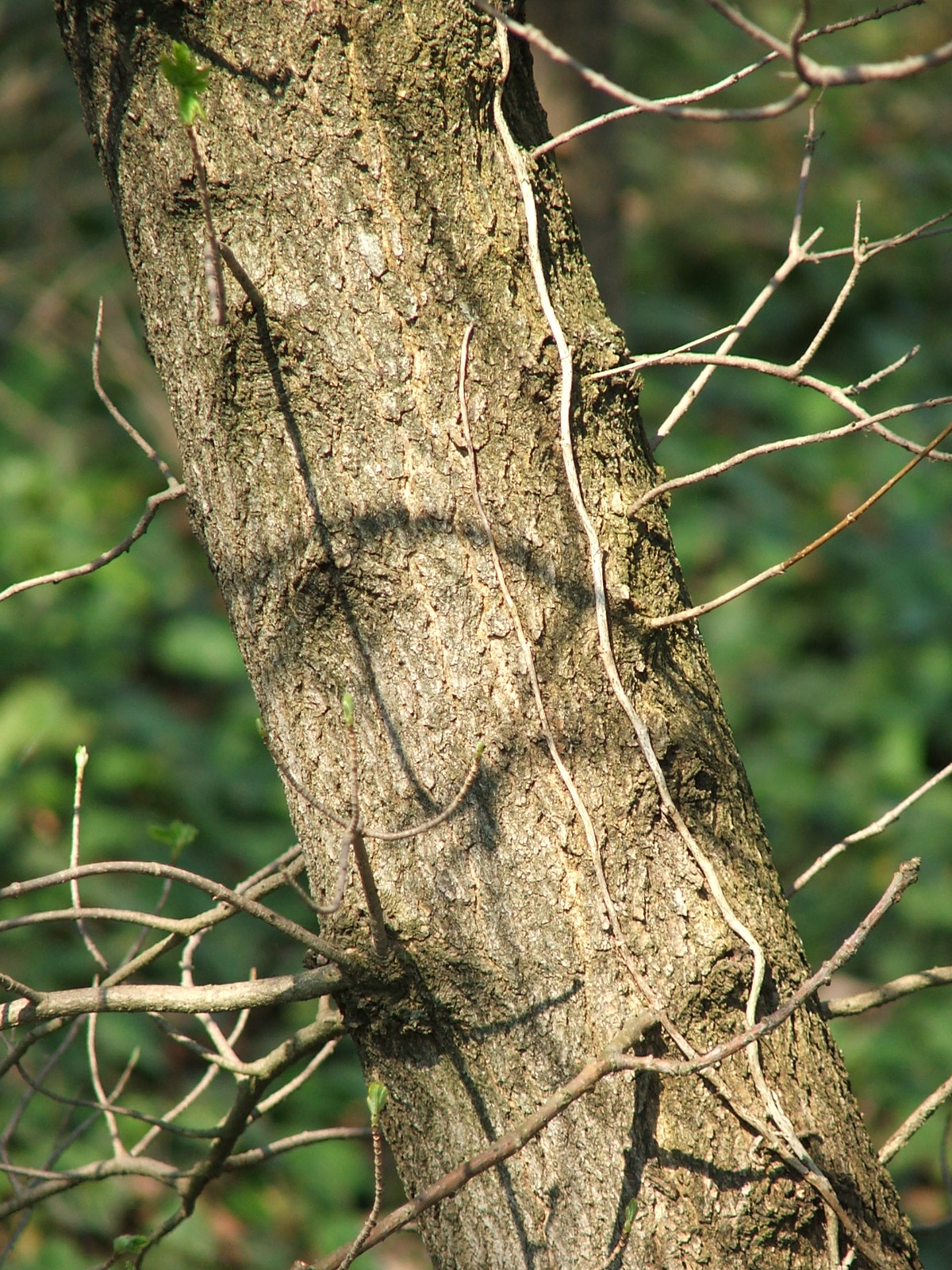
Кора
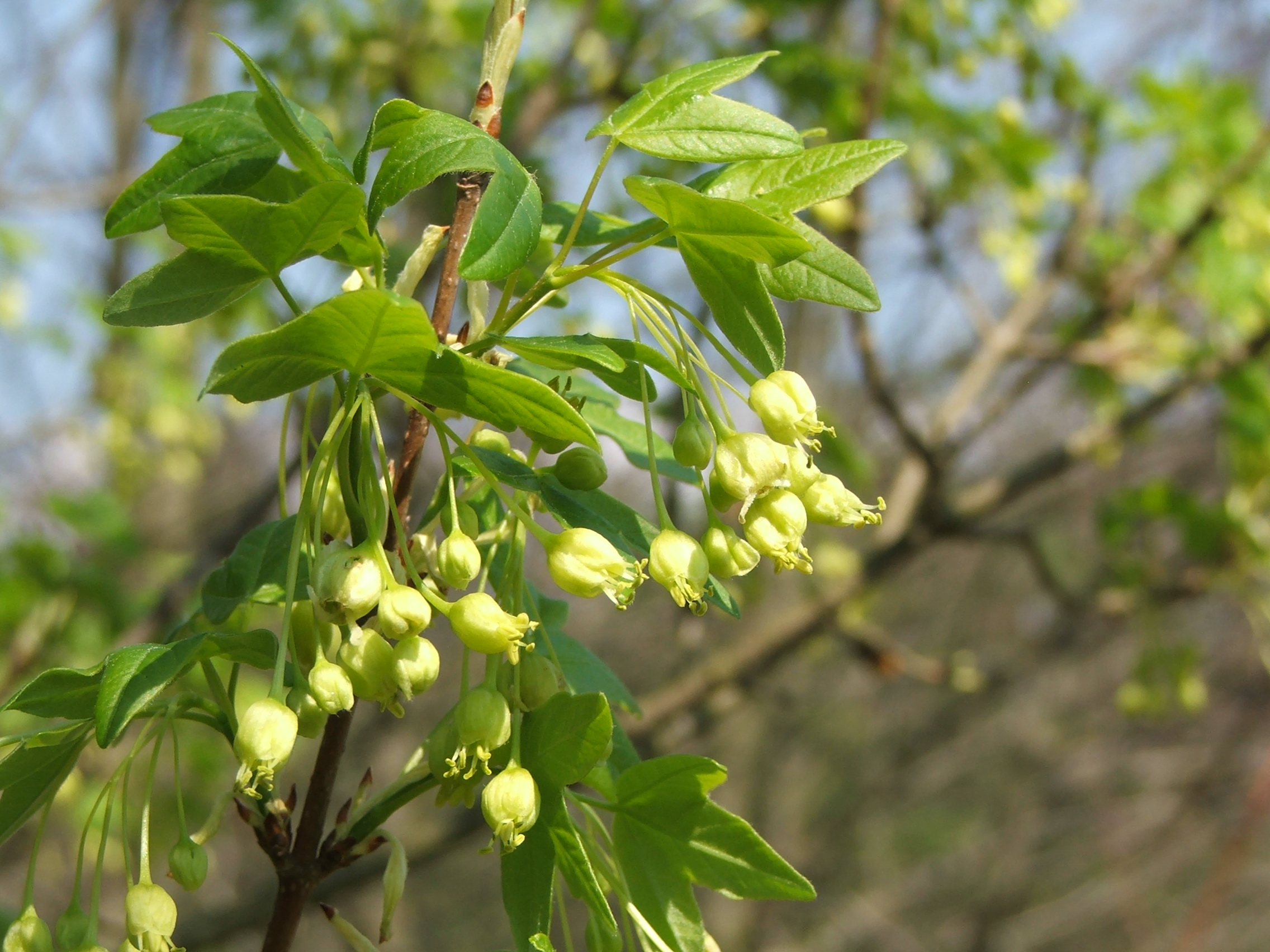
Квіти й молоді листки навесні
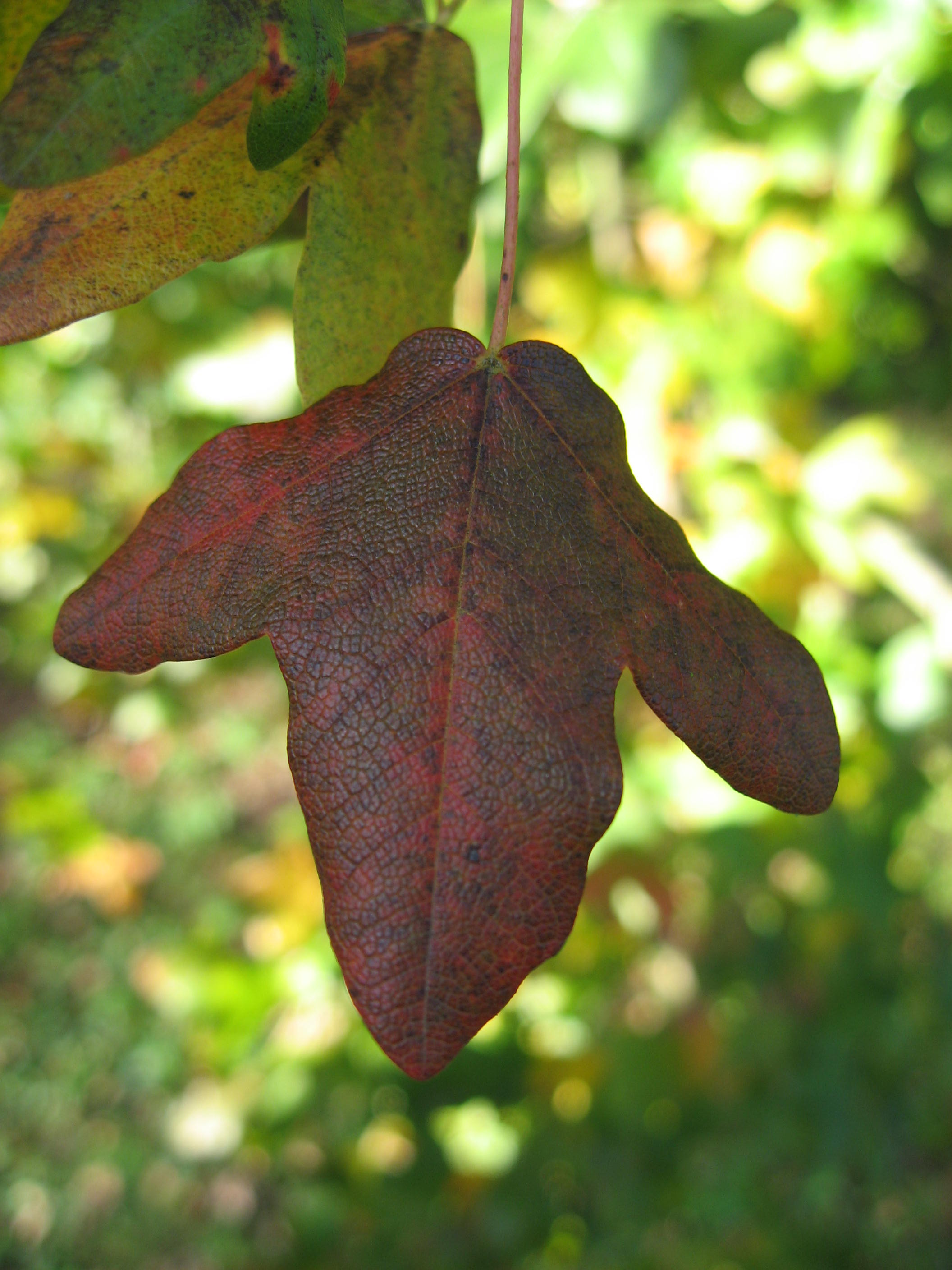
Осінній листок
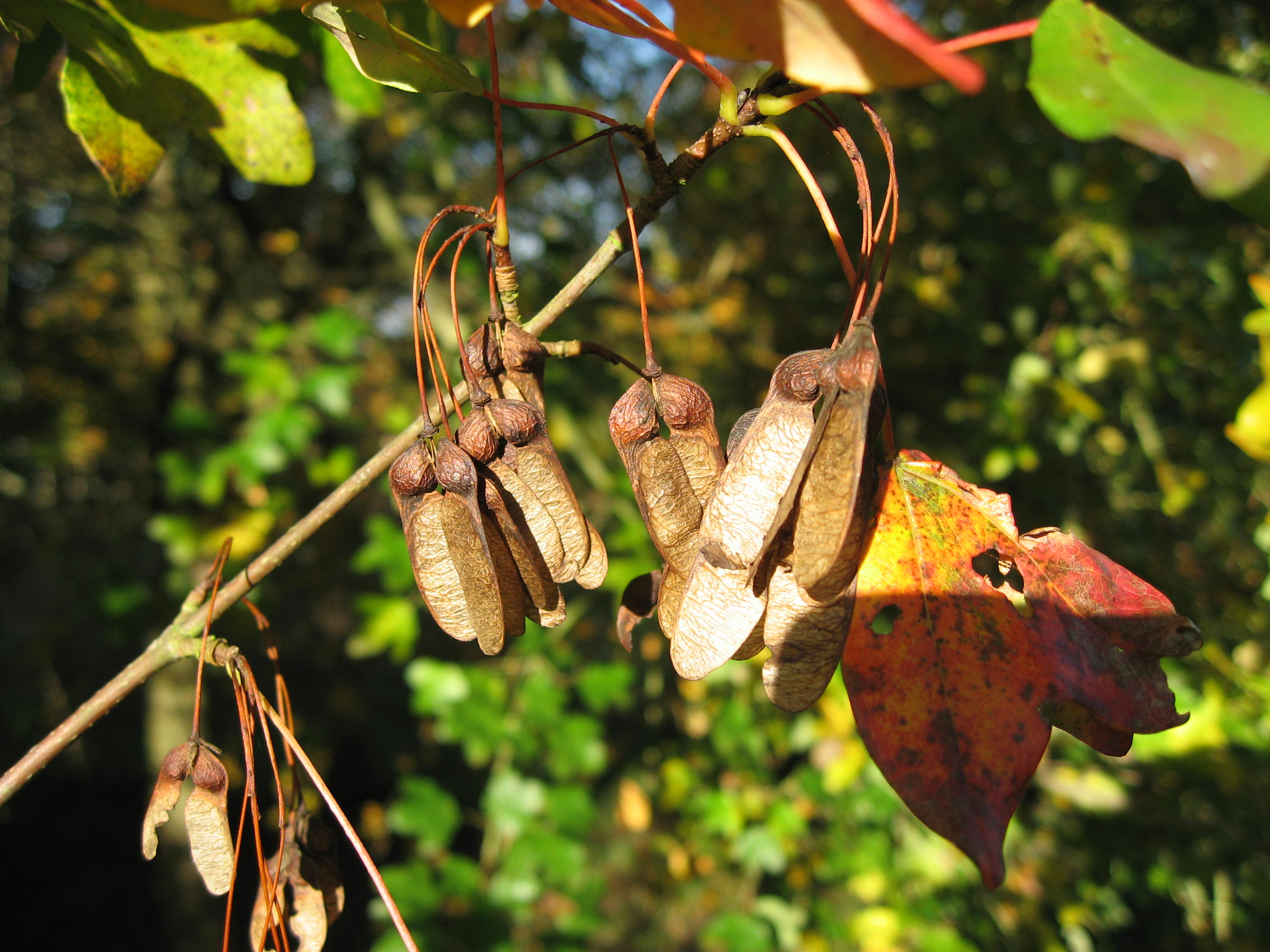
Плоди